# Cantonul Le Grand-Lucé
Cantonul Le Grand-Lucé este un canton din arondismentul La Flèche, departamentul Sarthe, regiunea Pays de la Loire, Franța.

## Comune
| Comune                    | Populație (1999) | Cod poștal | Cod INSEE |
| ------------------------- | ---------------- | ---------- | --------- |
| Courdemanche              | ...              | 72150      | 72103     |
| Le Grand-Lucé             | ...              | 72150      | 72143     |
| Montreuil-le-Henri        | ...              | 72150      | 72210     |
| Pruillé-l'Éguillé         | ...              | 72150      | 72248     |
| Saint-Georges-de-la-Couée | ...              | 72150      | 72279     |
| Saint-Pierre-du-Lorouër   | ...              | 72150      | 72314     |
| Saint-Vincent-du-Lorouër  | ...              | 72150      | 72325     |
| Villaines-sous-Lucé       | ...              | 72150      | 72376     |